# هبرومیچی کاگیاما
هبرومیچی کاگیاما (انگلیسی: Hiromichi Kageyama؛ زادهٔ ۲۸ اوت ۱۹۶۷) بازیکن والیبال اهل ژاپن بود.